# 大阪商大事件

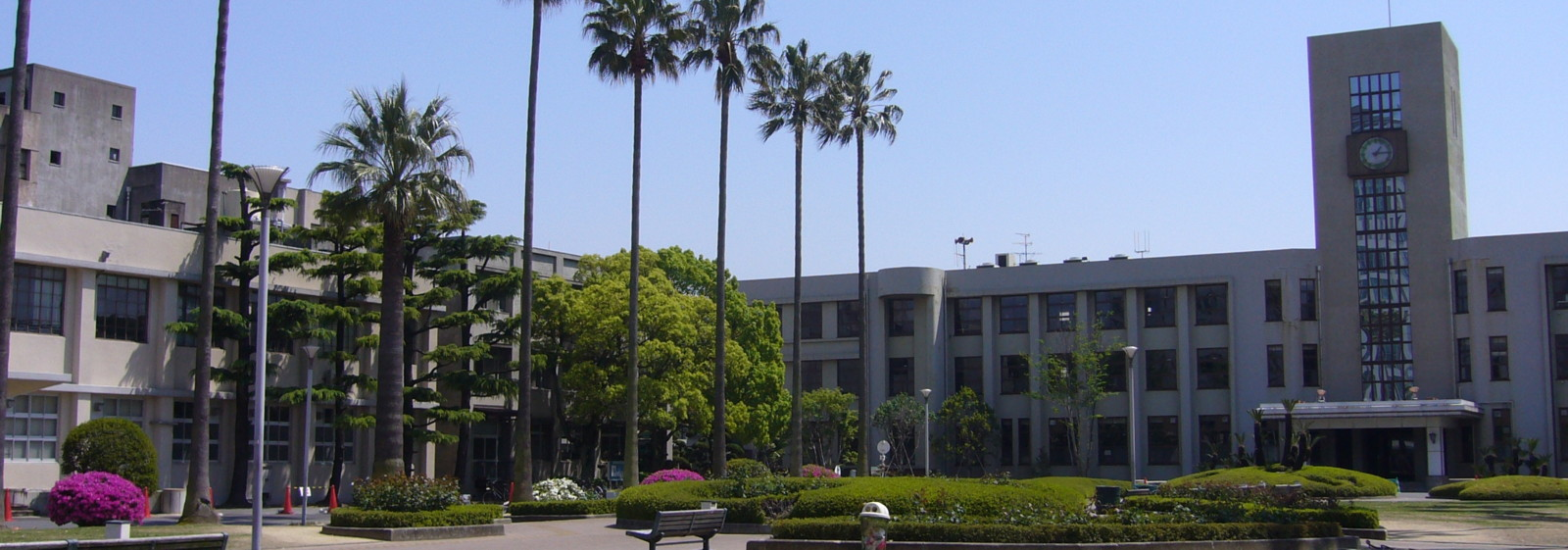
右が大阪市大1号館（旧商大本館）、左が大阪市大旧図書館（旧商大図書館）。2006年撮影。1号館は1988年-1989年に大改装された。

大阪商大事件（おおさかしょうだいじけん）は、太平洋戦争中の1943年から1945年初めにかけて、大阪商科大学（現大阪市立大学）の教員・卒業生・学生ら数十名が治安維持法違反容疑で特別高等警察により検挙、投獄された事件。

## 背景

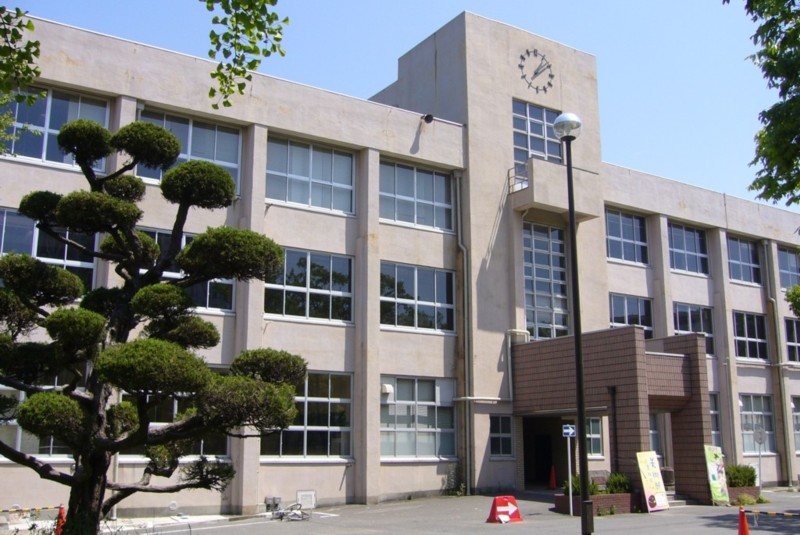
大阪市大2号館（旧商大予科校舎）。2006年撮影。1987年に大改装された。

日中戦争の始まった1937年以降、大阪商大では戦時下にもかかわらずマルクス経済学についての研究会活動が活発となった。この背景には、河田嗣郎学長のもとリベラルな学風が強かったことに加え、1937年から1941年にかけて商大において岩波書店版『経済学辞典』の編集が行われ、その執筆陣として多数のマルクス経済学者が参加したことがあげられる。
また同じ時期、進歩的な予科講師として人気のあった立野保男の退職処分に反対する運動（1941年）が展開された。この運動をきっかけに商大では上林貞治郎教授ら教員、学生により「帝国主義戦争に反対し、マルクス経済学を研究する」非公然の「文化研究会」が発足し、「工業研究会」「国際研究会」など公然の研究会と提携しつつ数十名の学生を組織するに至った。

## 経緯
1943年3月15日、内田穣吉を初めとする大阪の「貿易研究所」のメンバー5名（内田を除く4名が商大卒業生）が検挙され、また満鉄調査部事件の関連で名和統一商大教授が検挙された。商大における非公然研究会の存在は、これらの検挙を通じて警察に発覚したと考えられている。この結果、名和のグループに関与していた卒業生3名、非公然研究会に参加した上林および学生32名、商大経済研究所嘱託の坂井豊一、さらに1942年春に東北帝国大学法文学部講師に転じていた立野保男が、同年3月30日から11月にかけていずれも治安維持法違反により検挙された。12月には学生約40名が短期拘留ないし不拘束のまま特高の取り調べを受け、1945年1月にはさらに2名が検挙された。
上記の被検挙者約50名のうち約30名が起訴され3名が実刑判決を受けた（うち若干名は執行猶予により釈放された）。起訴されなかった者もそのまま未決囚として拘置所・刑務所に拘留された。このため拷問、栄養失調などにより3名が獄死、数名が精神に異常をきたす結果となった。この事件の被告・拘留者は、1945年10月のGHQ/SCAPによる政治犯釈放指令をまって初めて解放された。

## 関連書籍
- 上林貞治郎　『大阪商大事件の真相；大阪市大で何が起こったか』　日本機関紙出版センター、1986年。